# Joseph Gockinga (1720-1780)

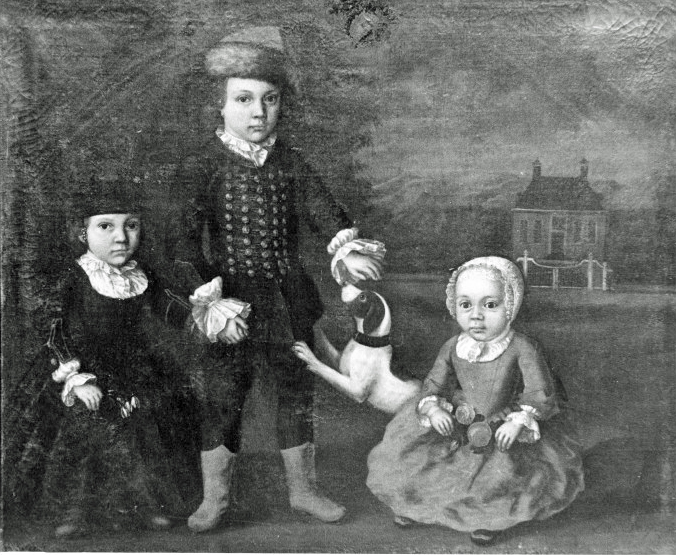
De kinderen van Joseph Gockinga en Campegia Wilhelmina Vitringa met hun huis op de achtergrond, van links naar rechts Campegius Hermannus (1748-1823), Henric Joseph (1745-1787) en Scato François (1753-1796)

Joseph Gockinga (Groningen, 21 april 1720 - aldaar, begraven 14 februari 1780) was een Nederlandse politicus.

## Leven en werk
Gockinga werd op 21 april 1720 te Groningen geboren als zoon van de secretaris van de Staten van Groningen Henric Gockinga en van Tateke Helena Sichterman. Zijn ouders woonde toen in de Jacobijnerstraat. Hij werd twee dagen later gedoopt in de Martinikerk aldaar. Gockinga was van 1741 tot 1748 kapitein van het eerste bataljon van het lijfregiment van de Prins van Oranje, landschrijver van de beide Oldambten, raadsheer van Groningen en provinciaal rekenmeester. Hij was namens Groningen lid van de Staten Generaal.
Op 3 december 1741 trouwde hij te Franeker met Campegia Wilhelmina Vitringa. Zij was een dochter van de jong overleden hoogleraar theologie Campegius Vitringa en van Anna Sophia Sijdzes (Sixti). Hun zoon mr. Campegius Hermannus Gockinga zou een belangrijke rol spelen als provinciaal en landelijk politicus. Gockinga overleed in 1780 op 59-jarige leeftijd in zijn woning aan de Oosterstraat en werd begraven in zijn woonplaats Groningen.